# Assur-nirari III
Assur-nirari III (Aššur-nērārī III), geschreven als maš-šur-ERIM.GABA, “Aššur is mijn hulp,” was koning van Assyrië (1203–1198 v.Chr.). Hij was kleinzoon van Tukulti-Ninurta I en volgde Assur-nadin-apli op die waarschijnlijk zijn vader, maar mogelijk ook zijn oom was. Deze was in opstand gekomen tegen zijn eigen vader Tukulti-Ninurta I en had hem vermoord.
Volgens de Nassouhi koningslijst was hij de zoon van Aššur-nadin-apli, die volgens deze kopie en die van Khorsabad zijn voorganger was hoewel de Khorsabad- en SDAS-versie-varianten beide Aššur-naṣir-apli als zijn vader geven, die slechts in de SDAS-kopie zijn voorganger genoemd wordt.
De drie kopieën zijn het wel eens over de lengte van zijn bewind. Resten van zijn naam zijn ook gevonden op een vierde fragmentarische versie van de koninglijst. Volgend op de drie of vier jaar van zijn voorganger regeerde hij slechts zes jaar die buiten lijsten en kronieken slecht geattesteerd zijn, Het lijkt aannemelijk dat hij tamelijk jong was toen hij op de troon kwam. Dit verklaart mogelijk ook de voorname plaats die zijn grootvizier Ilī-padâ aan het hof aannam. Het jaar dat eponiem is voor hemzelf, en waarschijnlijk het eerste volledige regeringsjaar vertegenwoordigt wordt als datering aangetroffen op een tablet dat over koren handelt uit het archief van Urad-Šerūa en zijn familie en een tablet gevonden in Tell Taban, Syrië, gedateerd tot het eponieme jaar van Adad-bān-kala, mogelijk uit diens regering of dat van zijn opvolger.
Een fragment van een uitzonderlijk grievende brief aan hem gericht van de hand van Adad-shuma-usur van Karduniaš is bewaard gebleven in de Kouyunjik Verzamelingen van het Brits Museum. De brief is uitzonderlijk omdat hij niet gericht is aan een maar aan twee koningen, namelijk Aššur-nerari III en Ilī-padâ, die beiden aangesproken worden als “koningen van Assyrië”. Het lijkt er dus op dat de grootvizier de sterke man achter de troon was. De brief is gecopieerd en bewaard in de Assyrische archieven, mogelijk juist omdat er een hoge status aan de vizier Ilī-padâ in gegeven werd. Hij was namelijk de vader van Ninurta-apil-ekur die later een succesvolle greep naar de macht deed en wiens nazaten tot in de 8e eeuw op de troon zouden zitten. Qua genealogie waren Ninurta-apil-ekurs aanspraken op de troon niet al te stevig en de brief diende daarmee om die aanspraken te onderbouwen.
De naar waarschijnlijkheid nog jonge koning Aššur-nerari III werd zelf waarschijnlijk op gewelddadige wijze aan de kant geschoven door Enlil-kudurri-usur, waarschijnlijk zijn oom en nog weer een zoon van Tukulti-Ninurta I. Het leven en de loopbaan van de grootviezier en 'medekoning', Ilī-padâ, schijnt daarmee ook een einde genomen te hebben. Bewijzen uit twee archieven die hierop meer licht zouden kunnen does schijnen zijn helaas nog niet gepubliceerd. Beide archieven bevatten zo'n 400 tabletten, waaronder de Midden-Assyrische teksten van Tell Sabi Abyad (gevonden in 1997-1998).”

## Tijdgenoten
- Adad-šuma-uṣur van Babylonië.[7]

## Inscripties
1. ↑  Nassouhi list, iii 32: mAš-šur-nērārī mār Aš-šur-nādin-ap[li2] 6 MUmeš; voor het eerst gepubliceerd door E. Nassouhi AfO 4 (1927) p. 1–11 en pl. 1f; herkomst: Assur.
2. ↑  Khorsabad list, iii 23: mAš-šur-nērārī mār m˹Aš-šur˺-nāṣir2-apli 6 MUmeš; eerst gepubliceerd door I. J. Gelb JNES 13 (1954) 209–230 en pl. XIVf; herkomst: Khorsabad.
3. ↑  SDAS list, iii 13: mAš-šur-nērārī mār2 mAš-šur-nāṣir2-apli 6 MUmeš gepubliceerd door Gelb met de Khorsabad-kopie en pl. XVIf; herkomst onbekend.
4. ↑  Klein fragment, oorspronkelijk gepubliceerd door O. Schroeder KAV 15; herkomst: Assur.
5. ↑  KAJ 101 (Urad-serua #55).
6. ↑  TabT05A-191.
7. ↑  Tablet K. 3045 / ABL 924: LUGAL.MEŠ šá KUR aš+šurKI.

### Verwijzingen
1. ↑  Mogelijk is de datering 1193 - 1188 v.Chr. afhankelijk van het aantal regeringsjaren van Ninurta-apil-ekur.
2. ↑  A. Fuchs, K. Radner (1998). The Prosopography of the Neo-Assyrian Empire, Volume 1, Part I: A. The Neo-Assyrian Text Corpus Project, p. 208.
3. ↑  J. A. Brinkman (1973). Comments on the Nassouhi Kingslist and the Assyrian Kingslist Tradition. Orientalia 42: 312–313.
4. ↑  J. N. Postgate (1988). The archive of Urad-Šerūa and his family: a Middle Assyrian household in government service. R. Denicola. No. 55.
5. ↑  Daisuke Shibata (2006). Middle Assyrian Administrative and Legal Texts from the 2005 Excavation at Tell Taban: A Preliminary Report. 49th Regular Meeting of the Sumerian Studies (Kyoto University).
6. ↑  Itamar Singer (2011). The Calm Before the Storm. SBL, xi.
7. ↑  (en) Gautschy, Rita  (2014). A reassessment of the absolute chronology of the Egyptian new kingdom and its 'brotherly' countries. Ägypten und Levante / Egypt and the Levant  24: 144

- Dit artikel of een eerdere versie ervan is een (gedeeltelijke) vertaling van het artikel Ninurta-apal-Ekur op de Engelstalige Wikipedia, dat onder de licentie Creative Commons Naamsvermelding/Gelijk delen valt. Zie de bewerkingsgeschiedenis aldaar.